# Korskyrkan, Ludvika
 Korskyrkan Ludvika  (före detta Baptistförsamlingen Filadelfia, Ludvika) är en baptistiskt kristen församling med drygt 140 medlemmar och församlingen är ansluten till samfundet Evangeliska Frikyrkan.
Korskyrkan samverkar med flera EFK-församlingar i regionen genom Dalagården - Kristen Samverkan (DKS).

## Historik
Församlingen grundades 1938 och hade i många år sina samlingar i olika lokaler i Ludvika med omnejd. Från 1963 har Korskyrkan Ludvika haft sin kyrka på Dalagatan 5.

## Korskyrkans föreståndare
- Ivar Säw 1938
- Erik A. Frosthagen 1938-1941
- Carl Eriksson 1941-1946
- Carl Claesson 1947-1948
- Elow Renberg 1948-1951
- Tage Nordin 1952-1956
- Göran Swensson-Sandell 1956-1962
- Per-Inge Storm 1962-1967
- Bernt Axelsson 1968-1974
- Rune Enoksson 1975-1979
- Roland Lövgren 1979-1987
- Gunnar Nyberg 1987-1995
- Bengt Dalid 1995-2005
- Gudrun Dalid 1996-2001
- Fredrik Lagerström 2003-2009
- Erika Lagerström 2004-2009
- Ruben Johansson 2009-

## Verksamhet
Förutom gudstjänster och hemgrupper bedriver Korskyrkan ett omfattande barn- och ungdomsarbete. Missionsarbetet sker båda lokalt i Ludvika, men också på andra håll i Sverige, samt inte minst i ett internationellt perspektiv.
Församlingen understöder flera missionärer, som bland annat arbetar med hälsovård, teologisk utbildning och evangelisation i Centralasien, Indien och Thailand.
Dessutom är församlingen bidragsgivare till hjälporganisationen Ge för livet och underhåller fadderbarn bland annat i Rumänien.

## Tro
I fråga om trosuppfattning bekänner sig Korskyrkan till en baptistisk och karismatisk kristendom, är en del av frikyrkorörelsen och har en evangelikal bibelsyn.
Ett av de särdrag som utmärker baptistförsamlingar, är att man inte har några bekännelsedokument utöver Nya Testamentet i Bibeln, som i sig självt anses som en tillräcklig beskrivning av tron. I likhet med övriga församlingar inom  Evangeliska Frikyrkan har Korskyrkan dock valt att ansluta sig till den s.k. Lausannedeklarationen för sin evangeliserande verksamhet.
Korskyrkan är en baptistförsamling som i dopfrågan enbart tillämpar och undervisar så kallat troendedop.